# Лі Ервін
Лі Ервін (англ. Lee Erwin, нар. 7 листопада 1994, Беллсгілл) — шотландський футболіст, нападник фінського клубу ГІК.
Виступав, зокрема, за клуб «Мотервелл», а також юнацьку збірну Шотландії.

## Клубна кар'єра
Народився 7 листопада 1994 року в місті Беллсгілл. Вихованець футбольної школи клубу «Мотервелл». Дорослу футбольну кар'єру розпочав 2012 року в основній команді того ж клубу.
Протягом 2013 року захищав кольори клубу «Арброт».
Своєю грою за останню команду знову привернув увагу представників тренерського штабу клубу «Мотервелл», до складу якого повернувся 2013 року. Цього разу відіграв за команду з Мотервелла наступні два сезони своєї ігрової кар'єри.
Згодом з 2015 по 2022 рік грав у складі команд «Лідс Юнайтед», «Бері», «Олдем Атлетик», «Кілмарнок», «Трактор Сазі», «Росс Каунті» та «Сент-Міррен».
До складу клубу «Гака» приєднався 2022 року. Станом на 30 жовтня 2022 року відіграв за команду з Валкеакоскі 28 матчів в національному чемпіонаті.

## Виступи за збірні
У 2010 році дебютував у складі юнацької збірної Шотландії (U-17), загалом на юнацькому рівні взяв участь у 10 іграх, відзначившись одним забитим голом.

## Титули і досягнення
- Чемпіон Лівану (1):

«Аль-Агед»: 2022-23
- Найкращий бомбардир чемпіонату Фінляндії (1):

«Гака»: 2022